# アクメ (アルバム)
『アクメ』 (Acme) は、アメリカのロックバンド、ジョン・スペンサー・ブルース・エクスプロージョンが1998年に発表したアルバム。

## 収録曲
1. カルヴィン - "Calvin"
2. マジカル・カラーズ - "Magical Colors"
3. ドゥ・ユー・ワナ・ゲット・ヘヴィ - "Do You Wanna Get Heavy?"
4. ハイ・ギアー - "High Gear"
5. トーク・アバウト・ブルース - "Talk About the Blues"
6. アイ・ワナ・メイク・イッツ・オール・ライト - "I Wanna Make it All Right"
7. ラブ・マシーン - "Lovin’ Machine"
8. ベルリン - "Bernie"
9. ヘル (＊) - "Hell"
10. ブルー・グリーン・オルガ - "Blue Green Olga"
11. ギブ・ミー・ア・チャンス - "Give Me a Chance"
12. デスパート - "Desperate"
13. トーチャー - "Torture"
14. アタック - "Attack"
15. カルヴィン (フル) (＊) - "Calvin (FULL)"

- (＊)印2曲は日本盤ボーナストラック